# De mieren
De mieren is een hoorspel van Caryl Churchill. The Ants werd op 27 november 1962 door de BBC uitgezonden. Martha Zegerius vertaalde het en de AVRO zond het uit in het programma De notedop op donderdag 11 maart 1965, van 16.25 tot 17.00. De regisseur was Emile Kellenaers.

## Rolbezetting
- Barbara Hofmann (Tim)
- Eva Janssen (Jane)
- Frans Somers (Steward)
- Louis de Bree (grootvader)

## Inhoud
Een kort hoorspel dat in een treffende symboliek de reacties van een jongetje op de nabije echtscheiding van zijn ouders weergeeft. De mieren waar het jongetje mee speelt, zijn z'n vriendjes, waar niemand aan moet komen. De vergelijking met de mensen in zijn omgeving - in de eerste plaats vader en moeder - dringt zich onwillekeurig op. Wanneer het jongetje zich de waarheid bewust wordt, ziet hij met wreed plezier toe, wanneer de vlammen van het petroleumvuur zijn mieren langzaam maar zeker naderen...